# Opuntieae
Opuntieae es una tribu de plantas perteneciente a la familia Cactaceae. El género tipo es: Opuntia (L.) Mill., 1754

## Géneros
Comprende 7 géneros aceptados:
- Airampoa Frič, 1929 (4 spp.)
- Brasiliopuntia (K.Schum.) A.Berger, 1926 (1 sp.)
- Consolea Lem., 1862 (7 spp.)
- Miqueliopuntia Frič ex F.Ritter, 1980 (1 sp.)
- Opuntia (L.) Mill., 1754 (150 spp.)
- Salmonopuntia P.V.Heath, 1999 (2 spp.)
- Tacinga Britton y Rose, 1919 (10 spp.)